# John Rankin (football)
Pour les articles homonymes, voir Rankin.
John Rankin est un footballeur écossais né le 27 juin 1983 à Bellshill.

## Carrière
- 2003-2006 :  Ross County
- 2006-janv. 2008 :  Inverness CT
- janv. 2008-mai 2011 :  Hibernian FC[1],[2]

## Palmarès
- Dundee United 
  - Finaliste de la Coupe de la Ligue écossaise en 2015.

### Distinctions personnelles
- Membre de l'équipe-type de Scottish League Two en 2019